# Intuitive Machines
Intuitive Machines, Inc. é uma empresa estadunidense de exploração espacial com sede em Houston, Texas. Foi fundada em 2013 por Stephen Altemus, Kam Ghaffarian e Tim Crain. A empresa iniciou um programa para fornecer acesso à superfície, órbita e comunicações lunares. A Intuitive Machines detém três contratos com a NASA, sob a iniciativa Commercial Lunar Payload Services (CLPS) da agência espacial estadunidense, para entregar cargas úteis à superfície lunar.
A anteriormente privada, tornou-se uma empresa pública após concluir uma fusão com uma empresa de aquisição de propósito específico, Inflection Point Acquisition Corp., em fevereiro de 2023. A empresa está listada na Nasdaq e constituída em Delaware. Em 22 de fevereiro de 2024, o módulo de pouso Odysseus da espaçonave IM-1 da Intuitive Machines pousou com sucesso na Lua. Foi a primeira nave construída de forma privada a pousar na Lua, e a primeira espaçonave americana a fazê-lo desde 1972.

## História

### Projeto Morpheus herança e evolução
O Projeto Morpheus foi um projeto da NASA que em 2010 começou a desenvolver um veículo de teste de pouso semelhante ao IM Nova-C. Tim Crain trabalhou no projeto e mais tarde se tornou o CTO da Intuitive Machines. Em uma entrevista à Nasa gravada em outubro de 2023, Crain mencionou o possível desenvolvimento de um módulo de pouso Nova-D.

### Fusão SPAC
Em setembro de 2022, a Intuitive Machines anunciou que se fundiria com a empresa de aquisição de propósito específico (SPAC) Inflection Point Acquisition Corp. (IPAX) e se incorporaria como uma empresa de capital aberto. A transação foi aprovada pelos acionistas da IPAX em 8 de fevereiro de 2023 e a combinação de negócios foi concluída seis dias depois. As ações da recém-nomeada Intuitive Machines, Inc., começaram a ser negociadas na bolsa Nasdaq em 14 de fevereiro de 2023.

### Joint venturecom a KBR
Em abril de 2023, uma joint venture da Intuitive Machines e da KBR recebeu um contrato no valor de até US$ 719 milhões para apoiar o Joint Polar Satellite System da NASA.